# 패러것급 구축함 (1958년)

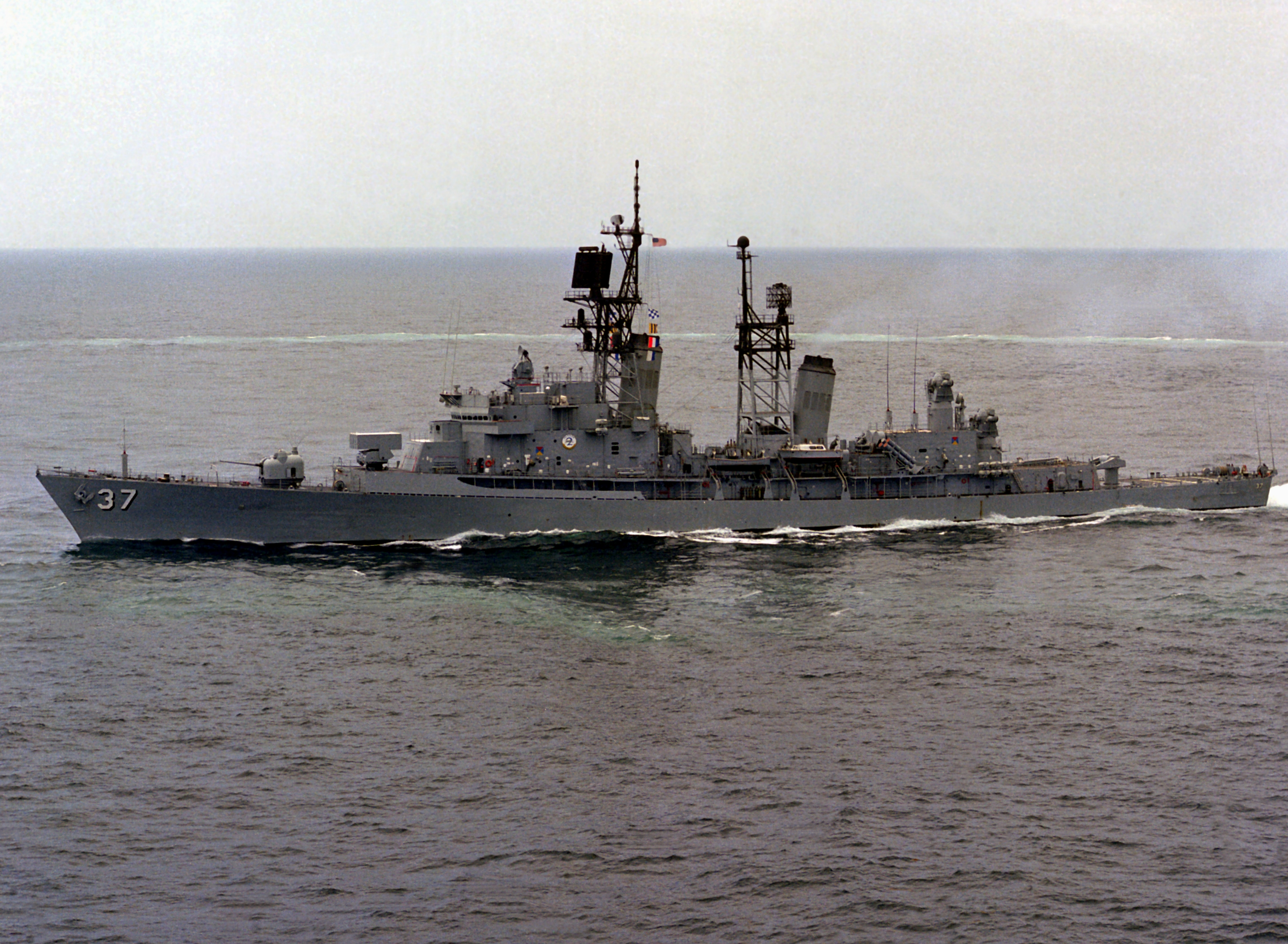

패러것급 구축함(Farragut-class destroyer)은 미국이 1960년대 건조한 미사일 구축함이다.
애초 고속 기동부대의 대공방어용 함포 구축함 패러것(DL-6), 루스(DL-7), 맥도너프(DL-8), 그리고 함포-미사일 구축함인 쿤츠(DLG-1), 킹(DLG-2), 마한(DLG-3) 6척의 함정을 건조할 계획이었다. 그러나 1956년 11월, 6척 모두 쿤츠급의 설계를 따라 함포-미사일 구축함으로 설계를 변경하며, 4척을 추가해 다섯 군데의 조선소에서 10척을 건조하기로 결정됐다. 따라서 함번의 순서가 이른 쪽의 함명을 동일 설계 함정의 함급 명칭으로 부르는 것이 일반적임에도 불구하고, 해군 내에서는 쿤츠급이라는 명칭이 일반적으로 쓰였다. 그러나 분명 '패러것'급이 올바른 명칭이다.
배스 아이언웍스에서 건조된 듀이와 프레블을 시작으로 10척이 1959년부터 1961년에 걸쳐 취역했다. 함미에 신형 테리어 함대공미사일 2연장 발사기로 무장했으며, 소형인 찰스.F.아담스급 구축함과 동일한 무장을 갖췄다. 10척 모두 1982년까지 20여년 동안 꾸준히 개량을 받았으나, 최신 New Threat Upgrade(NTU) 개조 패키지는 DLG-11 마한에만 적용됐다. 1990년대 초반 알레이 버크급 구축함이 취역하면서 모두 퇴역했다.
1975년 6월 30일, 이전의 호위함을 '프리깃'으로 분류하기 시작하면서 패러것-쿤츠급은 유도미사일구축함(DDG)로 지정됐으며 DDG-37~DDG-46으로 함번이 변경됐다.

## 함 목록
- DLG-6/DDG-37 패러것
- DLG-7/DDG-38 루스
- DLG-8/DDG-39 맥도너프
- DLG-9/DDG-40 쿤츠
- DLG-10/DDG-41 킹
- DLG-11/DDG-42 마한
- DLG-12/DDG-43 달그렌
- DLG-13/DDG-44 윌리엄.V.프랫
- DLG-14/DDG-45 듀이
- DLG-15/DDG-46 프레블

## 제원
일반 제원
- 만재배수량: 5,738톤
- 길이×폭×흘수: 156.2m*15.9m*/
- 추진: 증기터빈, 85,000 축마력, 2축
- 속력: 32노트
- 승조원: 장교 23명, 부사관 이하 337명
- 탑재항공기: 없음

무장
- Mk-42 5인치/54구경 함포 2문
- Mk-10 2연장 SM-2MR 대공미사일 발사기 1기 (대공미사일 40발)
- 하푼 대함미사일 8발
- Mk-16 8연장 애스록 대잠미사일 발사기 1기
- Mk-32 3연장 대잠어뢰발사기 2기